# Svarttjärnet (Järnskogs socken, Värmland, 662982-128341)
Svarttjärnet är en sjö i Eda kommun i Värmland och ingår i Göta älvs huvudavrinningsområde.